# Ferrovia Transiberiana (ovo Fabergé)

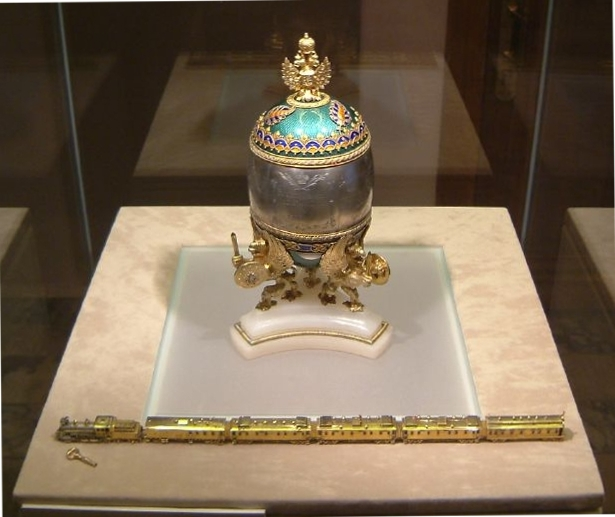
Ferrovia Transiberiana

Ferrovia Transiberiana é o vigésimo segundo ovo de páscoa criado sob a supervisão de Peter Carl Fabergé e destinado ao então czar da Rússia, Nicolau II.

## Características
O ovo é esmaltado, sustentado por três grifos e decorado com quartzo, ouro, prata e ônix. A surpresa é uma réplica em miniatura de uma locomotiva a vapor feita de ouro e platina.